# 小金蝉蛛

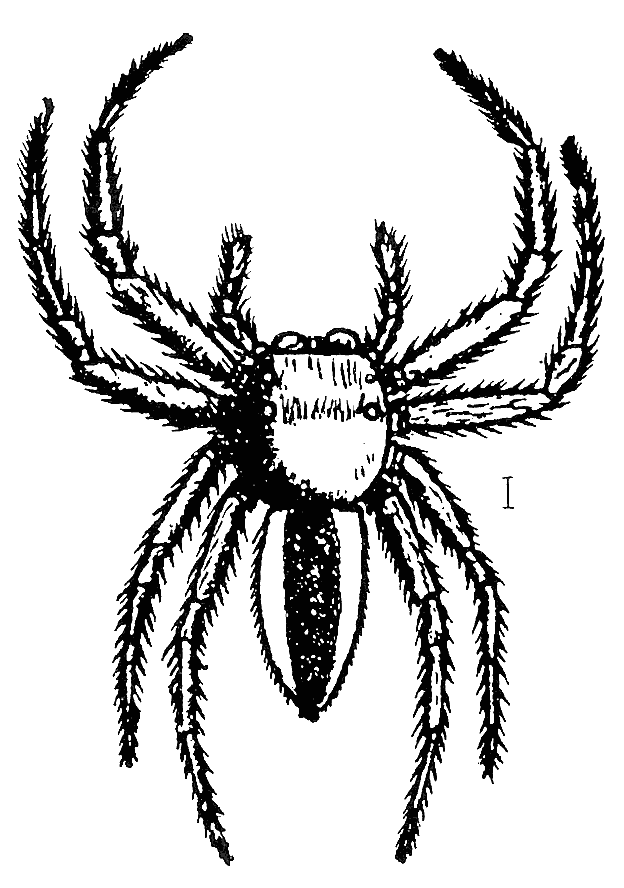

小金蝉蛛（學名），舊作小伊蛛，原屬管巢蛛科伊蛛属，1983年重新分到跳蛛科金蝉蛛属。
种加词“Parvus”意为“小”。

## 分佈
此物種分佈於北韓以及中国大陆的山西、北京等地，模式产地在北韓。